# 圣梅扎尔
圣梅扎尔（法語：Saint-Mézard，法語發音：[sɛ̃ mezaʁ]）是法国热尔省的一个市镇，位于该省北部，和洛特-加龙省接壤，属于孔东区和热尔洛马涅市镇公共社区。

## 地理
圣梅扎尔（44°1'55"N, 0°33'33"E）面积15.11 平方千米，位于法国奧克西塔尼大區热尔省，该省份为法国西南部内陆省份，北起顺时针与洛特-加龙省、塔恩-加龙省、上加龙省、上比利牛斯省、大西洋比利牛斯省和朗德省接壤。
与圣梅扎尔接壤的市镇（或旧市镇、城区）包括：拉蒙茹瓦、贝拉克、卡斯泰拉-莱克图鲁瓦、佩尔甘-塔亚克、普伊罗克洛尔、圣马丹德戈伊讷、桑佩塞尔。

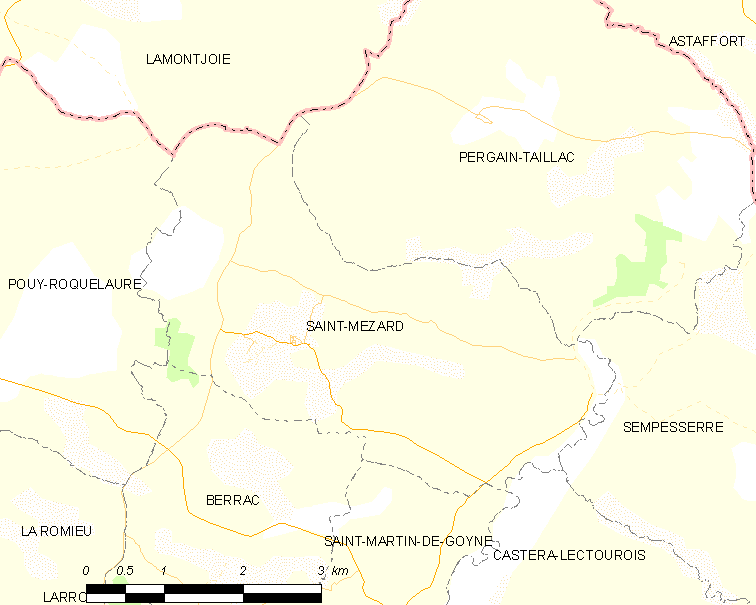
圣梅扎尔的OSM定位图

圣梅扎尔的时区为UTC+01:00、UTC+02:00（夏令时）。

## 行政
圣梅扎尔的邮政编码为32700，INSEE市镇编码为32396。

## 政治
圣梅扎尔所属的省级选区为莱克图尔-洛马涅县。

## 人口

1962-2008年间圣梅扎尔人口变化图示

圣梅扎尔于2022年1月1日时的人口数量为247人。